# 褐唇贝母兰
褐唇贝母兰（学名：Coelogyne fuscescens），为兰科贝母兰属下的一个植物变种。